# Éditions Grasset
Edicions Grasset és una editorial francesa, fundada l'any 1907 per Bernard Grasset i desapareguda l'any 1967, per fusió amb les éditions Fasquelle, convertint-se en éditions Grasset & Fasquelle. Grasset publica la literatura francesa i estrangera, assaig, novel·les i obres de ciències socials, entre d'altres.